# Huckleberry no Bouken
Huckleberry no Bouken (яп. ハックルベリィの冒険 Хаккурубэри: но Бо:кэн, Приключения Гекльберри Финна) — японский аниме-сериал, созданный по мотивам романа Марка Твена — Приключения Гекльберри Финна. Транслировался по телеканалу Fuji TV с 2 января по 25 июня 1976 года. Сериал был дублирован на английском, французском, итальянском и польском языках. И транслировался на территории Испании. По мотивам сериала был выпущен полнометражный мультфильм, а также новая версия аниме-сериала — Huckleberry Finn Monogatari.

## Сюжет
В конце истории «Приключения Тома Сойера» в знак благодарности за то, что он спас ей жизнь, вдова Дуглас усыновляет Гекльберри Финна. Теперь мальчик больше не уличный оборванец и так женщина стремится перевоспитать мальчика, научив его элементарным правилам этикета.
Финна внезапно крадёт отец. Мальчик, чтобы сбежать, инсценирует свою смерть и теперь должен попытаться выбраться с острова. Вскоре он встречает Джима, чёрного невольника, который принадлежит сестре вдовы — Мисс Ватсон. Джим тоже в бегах, так как узнал, что его «хозяйка» намеревалась продать его за 200$, двум желающим заработать на нём, используя его недюжинную силу в боях на деньги. Мисс Ватсон обещает 800$ тому, кто отыщет и доставит ей Джима живым и невредимым. Беглецы Финн и Джим вместе строят плот, чтобы отправиться в дальнее путешествие по реке Миссисипи. На пути у них много приключений и перипетий, в которых они выживают постоянно помогая и выручая друг друга. Оба стремятся найти свою свободу: Джим от рабства, а Финн от преследующего его отца-пьяницы, который всеми способами пытается найти, подчинить сына и заработать на нём. На почтовым пароходе, Финн и раненый в погоне Джим плывут против течения в штат свободы Огайо. Гекльберри Финн встречает на борту писателя (врача вытащившего пулю и спасшего жизнь Джиму) — Марка Твена, и рассказывает ему свою правдивую историю. Джим, обретя свободу, находит работу и выкупает свободу своей жене и сыну. Гекльберри Финн возвращается в свой город к полной мальчишечьей романтики бродячей жизни.

## Роли озвучивали
- Масако Нодзава — Гекльберри Финн
- Ясуо Ямада — Джим